# Rattlers de Dallas
Actualités
Les Rattlers de Dallas (Dallas Rattlers en anglais) sont une équipe américaine professionnelle de crosse, basée à Frisco, Texas. Depuis la saison 2001, ils évoluent dans la Major League Lacrosse (MLL) ; dans la Division nationale (National Division) de 2001 à 2005, dans la Conférence Est (Eastern Conference) de 2006 à 2008 et dans la Ligue unique depuis 2011. De 2001 à 2008 et de 2011 à 2017, l'équipe était basée à Rochester, dans l'État de New York, et s'appelait alors les « Rattlers de Rochester ».

## Histoire

### Rattlers de Rochester
En 2001 et 2002 l'équipe a disputé ses matchs à domicile au stade Frontier Field (10 868 places). Ils ont ensuite joué au Bishop Kearney Field de 2003 à 2005, et sont entrés dans le nouveau Sahlen's Stadium en 2006. Les Rattlers ont participé aux séries éliminatoires en 2001 et 2005 comme joker. Ils furent champions de la Division nationale en 2004. Le 16 juin 2007, les Rattlers de Rochester ont gagné un match (dans les prolongations) 27 à 26 contre les Outlaws de Denver avec le marquage le plus élevé dans l'histoire de la MLL au INVESCO Field at Mile High.
En 2008, les Rattlers ont remporté leur premier et seul championnat MLL en battant le Barrage de Philadelphie 16-15 en prolongation en demi-finale et les Outlaws de Denver 16-6 dans le match de championnat.
Après la saison 2008, l'équipe a été dissoute et les droits à l'équipe ont été vendus à un groupe de Toronto, en Ontario, le 19 février 2009. L'effectif des Rattlers et l'encadrement ont été transférés dans la nouvelle franchise de Toronto, nommé les « Nationals de Toronto ». Cependant, l'histoire des Rattlers, les couleurs de l'équipe, et le nom sont restés à Rochester (qui dispute l'intégralité de sa saison 2015 à l'Eunice Kennedy Shriver Stadium), permettant ainsi au Machine de Chicago de renaître sous la dénomination « Rattlers de Rochester » de 2011 à 2017.

### Rattlers de Dallas
Le 16 novembre 2017, la MLL annonce que les Rattlers sont déplacés à Dallas pour la saison 2018 et prennent le nom de « Rattlers de Dallas ». À cette occasion, l'entraineur Tim Soudan ne suit pas l'équipe au Texas et est remplacé par son ancien assistant Bill Warder.

## Saison par saison

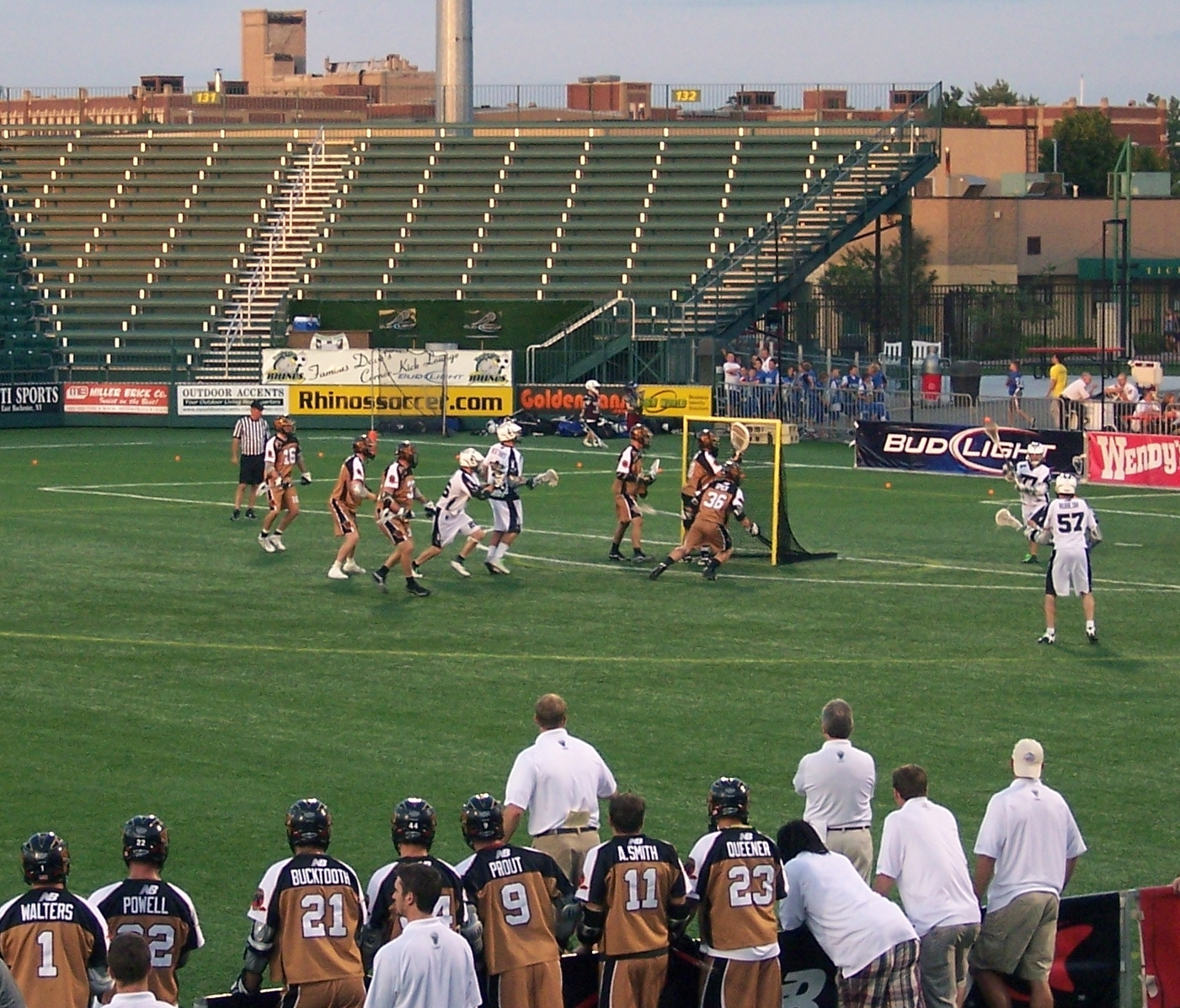
Rattlers de Rochester (en orange) contre Lizards de Long Island (blancs) au PAETEC Park.

## Entraîneurs
- Guy Van Arsdale : 2001 à 2003
- B.J. O'Hara : 2004-2008, 2011
- Tim Soudan : 2011-2017
- Bill Warder : depuis 2018